# Konsulat Generalny Rzeczypospolitej Polskiej w Odessie

Okręgi konsularne w Ukrainie (kolor fioletowy – Konsulat Generalny w Odessie)

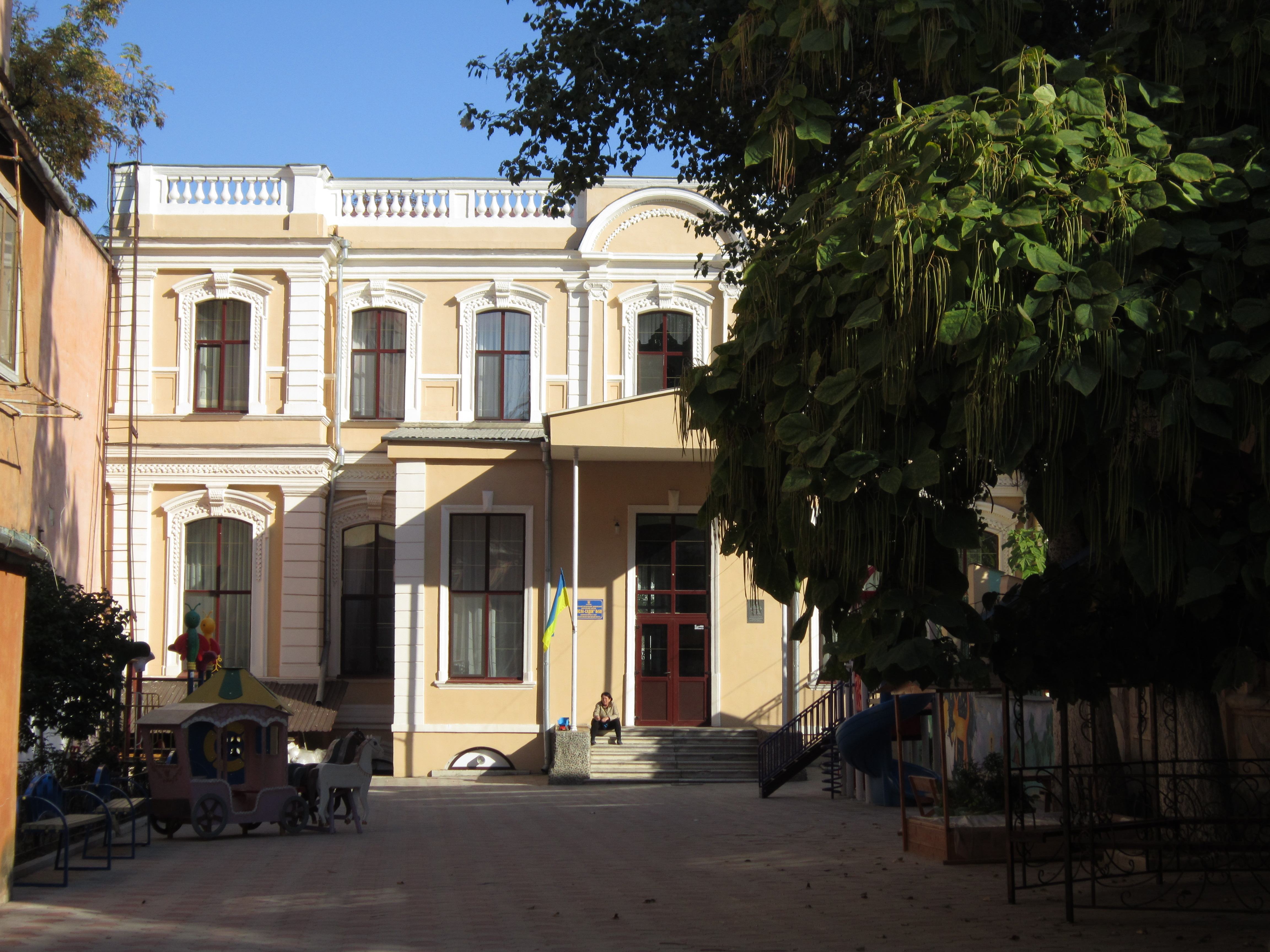
b. siedziba konsulatu przy ul. Gogola 15 (1919)

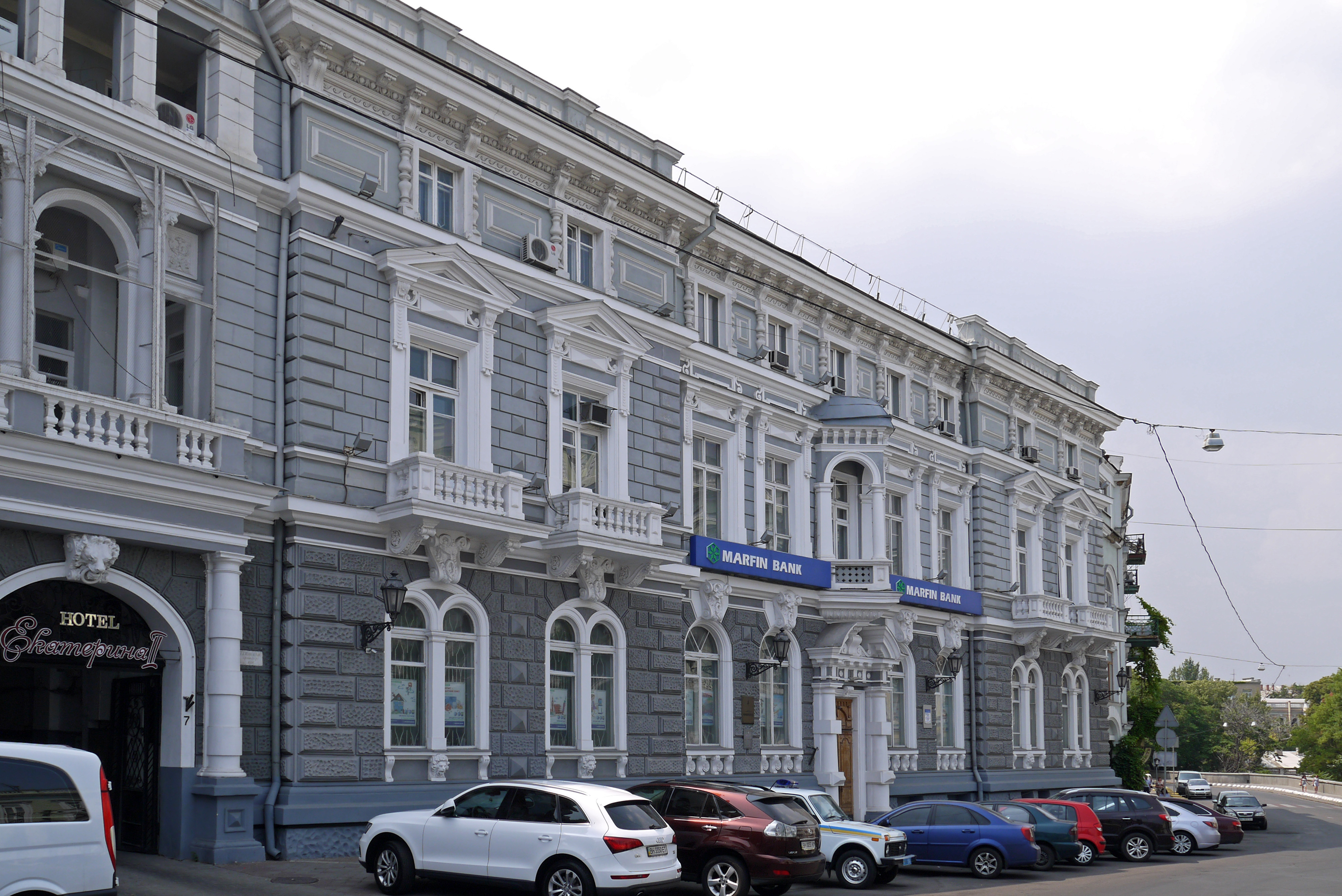
Była siedziba konsulatu w Odessie przy pl. Jekaterininskim (1919)

Konsulat Generalny Rzeczypospolitej Polskiej w Odessie (ukr. Генеральне Консульство Республіки Польща в Одесі), Консульство Польщі в Одесі – polska misja konsularna w Odessie na Ukrainie, istniejąca w latach 1918–1920 i od 2002.

## Historia konsulatu

### 1918–1920
W okresie tym, formalnie od 1919, w Odessie funkcjonował Konsulat RP, początkowo honorowy, z siedzibą w budynku Katolickiego Towarzystwa Dobroczynności (Католицьке Благодійне Товариство) przy Moście Stroganowa 9 (Строгановский мост) róg Greckiej (Греческая ул.) (1919), następnie w pałacyku Manuk-Beja z 1846 (proj. Dalakka) przy ul. Gogola 15 (ул. Гоголя) i jednocześnie w domu księcia Gagarina przy ul. Zofijewskiej 26 (Софиевская ул.), w kolejnym domu Gagarina z 1891 (arch. N. Czekunow) przy pl. Jekaterininskim 7 (Екатерининская пл.) (1919–1920), następnie przy ul. Czernomorskiej 2 (Черноморская ул.) (1920). Urząd kierował też agencjami konsularnymi – w Chersoniu, Jelizawetgradzie, Mikołajowie i Tyraspolu.

### od 2002
Po reaktywowaniu siedziba mieści się przy ul. Uspienskiej 2 (Успенская ул.). W 2022 placówka czasowo zawiesiła działalność w związku z agresją rosyjską na Ukrainę. 

## Okręg konsularny
Okręg konsularny Konsulatu Generalnego RP w Odessie obejmuje:
- obwód chersoński
- obwód mikołajowski
- obwód odeski
- Autonomiczną Republikę Krymu
- Sewastopol

## Konsulowie Generalni
- 1918–1919 – Zenon Brzozowski
- 1919–1920 – Stanisław Srokowski

- 2002–2006 – Andrzej Sobczak
- 2006–2010 – Wiesław Mazur
- 2010–2014 – Joanna Strzelczyk
- 2014–2018 – Dariusz Szewczyk
- 2018–2020 – Andrzej Szmidtke
- 2020–2022 – Katarzyna Sołek[14]
- 2022–2024 – Agnieszka Mróz (konsul)
- od 2024 – Jacek Gocłowski[15]